# Alexander Mronz
Alexander Mronz (Keulen, 7 april 1965) is een voormalig professioneel tennisser uit Duitsland. Hij won één ATP-titel in het dubbelspel gedurende zijn carrière. Hij deed dat in 1988 aan de zijde van Greg Van Emburgh in Schenectady, waar het duo in drie sets te sterk was voor het Amerikaanse koppel Paul Annacone en Patrick McEnroe.